# Inastronoviny (planetka)
(9665) Inastronoviny je planetka pojmenována po Instantních astronomických novinách, českém serveru zabývajícím se astronomií. Planetka byla objevena dne 5. června 1996. Objeviteli jsou Jana Tichá, Miloš Tichý a Zdeněk Moravec. Planetka patří mezi tělesa hlavního pásu planetek mezi drahami Marsu a Jupiteru. Kolem Slunce oběhne jednou za 5,4 roku a její rozměr je 11 kilometrů.